# Czas (tygodnik polski)
Czas – tygodnik społeczny o zasięgu ogólnopolskim wydawany w Gdańsku przez RSW „Prasa-Książka-Ruch”; od 2 lutego 1975 do 13 grudnia 1981 ukazało się 359 numerów; redaktorzy naczelni: Tadeusz Kuta, od marca 1976 Jerzy Model; zastępcy redaktora naczelnego m.in.: Wiesław Kozyra (1975–1978), Andrzej Liberadzki; oddziały redakcji: Koszalin, Szczecin, Warszawa. Po ogłoszeniu stanu wojennego czasopismo zostało zlikwidowane.

## Redaktorzy naczelni
- Tadeusz Kuta (1975 – III 1976)
- Jerzy Model (III 1976 – XII 1981)

## Pracownicy i współpracownicy

### Zespół redakcyjny
- Tadeusz Bolduan
- Maciej Borkowski
- Mariusz Dastych
- Andrzej Ereciński
- Zbigniew Gach
- Andrzej Gołębiowski
- Stanisław Górny
- Andrzej Górtowski
- Bogusław Holub
- Jan Jakubowski
- Ewa Jankowska-Driemel
- Władysław Jaszowski
- Henryk Jezierski
- Wiesław Kozyra
- Anna Krajewska
- Stanisław Kubiak
- Grzegorz Kurkiewicz
- Andrzej Liberadzki
- Maciej Łopiński
- Andrzej Malinowski
- Zbigniew Michta
- Grażyna Murawska
- Józef Narkowicz
- Adam Orchowski
- Amelia Peraj
- Stanisław Pestka
- Krzysztof Pohl
- Edmund Puzdrowski
- Stanisław Rakowski
- Bohdan Rudnicki
- Aleksandra Skibińska
- Małgorzata Sokołowska
- Edmund Szczesiak
- Krystyna Weiss
- Janina Wieczerska-Zabłocka
- Marzena Woźniak
- Tadeusz Woźniak
- Piotr Zieliński

### Fotoreporterzy
- Marek Czasnojć
- Stefan Figlarowicz
- Zygmunt Grabowiecki
- Stanisław Ossowski
- Zbigniew Trybek
- Ryszard Wesołowski

### Redaktorzy graficzni
- Teresa Dymalska
- Stanisław Ruszkowski
- Ryszard Stryjec
- Janina Śpiewak
- Mieczysław Twirbutt
- Janusz Wesołowski

### Redaktorzy techniczni
- Marek Babecki
- Iwona Karczmarczyk
- Marian Szkopek
- Krystyna Tomczyk